# Jacques Lanctôt
Pour les articles homonymes, voir Lanctôt.
Jacques Lanctôt (né le 5 novembre 1945 à Montréal) est un éditeur et ancien terroriste québécois. Membre du mouvement Front de libération du Québec (FLQ) en 1969 et 1970, il a été condamné à trois ans de prison en novembre 1979 pour sa participation à l'enlèvement du commissaire commercial britannique James Richard Cross dans le cadre de la crise d'Octobre de 1970. Il a fondé et dirigé la maison d'édition Lanctôt Éditeur.

## Biographie
Né dans le quartier Rosemont de Gérard Lanctôt et Blanche Lalonde, il est le troisième d'une famille de 10 enfants. Son père, Gérard Lanctôt, est un petit commerçant propriétaire d'une quincaillerie qui succède à Adrien Arcand comme chef du Parti de l'Unité nationale, un parti d'extrême droite. Jacques Lanctôt est le frère de  Jacinthe, François et de Louise Lanctôt, membres également du Front de libération du Québec en 1969-1971. Selon l'historien Denis Vaugeois, Jacques Lanctôt serait un descendant du journaliste et homme politique Médéric Lanctôt (1838-1877).
En 1963, à dix-sept ans, il fait partie d'une petite cellule indépendante qui prend le nom de Groupe de Résistance du Québec. Le Groupe allume plusieurs incendies à Montréal durant l'été. À la caserne des Fusiliers Mont-Royal, avenue des Pins, à celle du Régiment de Maisonneuve, rue Craig, à l'édifice de la Légion royale canadienne à Laval-Ouest et dans un abri des chemins de fer nationaux sur l'Île Bigras. Il est arrêté pour l'attaque au cocktail Molotov contre une caserne militaire et emprisonné trois mois et demi à la prison de Bordeaux. De 1963 à 1969, il fréquente les milieux de gauche, le Rassemblement pour l'indépendance nationale, le comité Vallières-Gagnon et le Front de libération populaire (FLP). Après ses études collégiales classiques, il enseigne pendant trois ans le français dans une école secondaire publique de Saint-Hyacinthe. Le 2 juillet 1966 il se marie avec Suzanne Lapierre, pour échapper à son univers familial étouffant.
Jacques Lanctôt fait la rencontre de Paul Rose dans un fourgon de la police, après leur arrestation lors de la violente manifestation (Lundi de la matraque) de la fête de la Saint-Jean en juin 1968. Ensemble, ils entreprennent de reconstruire le mouvement du FLQ après le démantèlement du réseau de Pierre-Paul Geoffroy.
À la fin des années 1960, il est chauffeur de taxi à Montréal pendant un an pour pouvoir terminer ses études. Il est l'un des meneurs du Mouvement de libération du Taxi (MLT), qui mène une dure lutte visant à faire abolir le monopole de la compagnie Murray Hill Limousine, à l'aéroport de Montréal. Il participe d'ailleurs à plusieurs manifestations contre cette compagnie, notamment le 7 octobre 1969, lors de la grève de la police ou il est blessé par une volée de plomb. De plus, il est responsable du journal du MLT, le Journal du taxi. Le 21 juin 1969, il est arrêter lors de l'« Opération Congrès », une violente manifestation lors d'un congrès de l'Union nationale à Québec. 
Le 26 février 1970, Jacques Lanctôt et Pierre Marcil sont arrêtés pour une vérification de routine par des policiers qui découvrent une carabine à canon tronçonné dans leur camionnette de location. Ils sont libérés sous caution mais des mandats d'arrestation sont émis contre eux un mois plus tard. La police affirme qu'ils montaient un complot pour l'enlèvement de Moshe Golan, consul d'Israël. Il entre alors dans la clandestinité et va habiter dans une ferme du FLQ à Sainte-Anne-de-la-Rochelle jusqu'en juin 1970.
À la suite de la division du réseau Lanctôt-Rose, Jacques Lanctôt forme la cellule Libération en septembre 1970 avec Louise Lanctôt, Jacques Cossette-Trudel, Marc Carbonneau, Yves Langlois et Nigel Hamer. Le 5 octobre 1970, ils enlèvent l'attaché commercial britannique James Richard Cross, dans ce qui est considéré comme l'élément déclencheur de la Crise d'octobre au Québec. Jacques Lanctôt est l'un des principaux rédacteurs du manifeste du FLQ, lu à la télévision de Radio-Canada quelques jours après l'enlèvement. Le 3 décembre 1970, ils relâchent Cross en échange d'un sauf-conduit vers Cuba, où un avion-cargo des forces armées canadiennes transporte cinq des membres de la cellule, ainsi que l'épouse de Lanctôt et leur fils d'un an.
Après un exil de huit ans, d'abord à Cuba de 1970 à 1974 puis en France de 1974 à 1979, en compagnie de ses camarades de la cellule Libération, Jacques Lanctôt revient au Québec en janvier 1979 et plaide coupable à une série d'accusations liées à l'enlèvement de James Cross, pour lesquelles il est condamné à trois ans de prison. Il est libéré en 1981 après avoir purgé cette peine.
Il rejoint la maison d'édition de Victor-Lévy Beaulieu puis devient lui-même éditeur quelques années plus tard, fondant en 1995 sa maison d'édition Lanctôt Éditeur et publiant, notamment, les premiers romans de Dany Laferrière et le théâtre de Marie Laberge. En 2005, il vend sa maison d'édition à Michel Brûlé, éditeur des Éditions des Intouchables. En 2006, il ouvre «Les Utopistes», un café-librairie sur l'avenue du Mont-Royal, à Montréal, mais cet établissement ferme ses portes six mois plus tard pour des raisons économiques. En 2007, il est pigiste pour les éditions Fides
Jacques Lanctôt est, durant un temps, chroniqueur pour Canoe.ca. Il est père de neuf enfants, dont la comédienne Agathe Lanctôt, la chroniqueuse Aurélie Lanctôt et Boris Lanctôt.
Le fonds d'archives de Jacques Lanctôt est conservé au centre d'archives de Montréal de Bibliothèque et Archives nationales du Québec.

## Documentaire
En 2004, Jacques Lanctôt est apparu dans le documentaire L'otage de Carl Leblanc. Le cinéaste y mettait en opposition des extraits d'entrevue avec Jacques Lanctôt et James Richard Cross.
En 2007, Jacques Lanctôt apparait dans le documentaire Animal tropical à Montréal de Frank Rodríguez et Pedro Ruiz, où il raconte des anecdotes de l'auteur Pedro Juan Gutiérrez.
En 2009, Jacques Lanctôt apparait dans le documentaire La dérive douce d'un enfant de Petit-Goâve de Pedro Ruiz, où il raconte des anecdotes de ses années comme éditeur des premiers romans de Dany Laferrière.
En 2020, Jacques Lanctôt apparaît dans le documentaire Les Rose de Félix Rose (fils de Paul Rose) sur l’histoire de sa famille. La même année, il apparaît également dans la série documentaire de Club Illico Le dernier felquiste de Flavie Payette-Renouf, Éric Piccoli et Félix Rose sur l’histoire des différents réseaux du Front de Libération du Québec à travers l’enquête des journalistes Antoine Robitaille et Dave Noël sur le meurtre non résolu du felquiste François Mario Bachand tué à Paris en mars 1971.
En 2023, le docufiction Le huitième étage, jours de révolte de Pedro Ruiz prend l'affiche à la Cinémathèque québécoise le 27 octobre puis est diffusé sur la plateforme Vrai de Vidéotron le 14 novembre. Relatant les années d'exil de Jacques Lanctôt à Cuba, le film alterne images d'archives et scènes fictives. Ces dernières, inspirées des souvenirs de Lanctôt, mettent en scène les comédiens Martin Dubreuil et Luis Alberto Garcia, qui interprètent les personnages principaux.

## Publications
- Deux recueils de poésie
- Jacques Lanctôt, Les Plages de l'exil, Montréal, Stanké, 2010, 318 p. (ISBN 9782760410800)
- Michelle Blanc. Un genre à part, Montréal, (Québec), Canada, Éditions Libre Expression, 2012, 192 p.  (ISBN 978-2-7648-0561-9)
- Yves Michaud, un diable d'homme, préface de Pierre-Karl Péladeau, Montréal, VLB, 2013.
- Eric Lapointe, biographie, Montréal, Les Intouchables.